# Gardiner Ridge
Gardiner Ridge ist ein Gebirgskamm im westantarktischen Marie-Byrd-Land. In der Ames Range verbindet er den Mount Kauffman mit dem Mount Kosciusko.
Der United States Geological Survey kartierte ihn anhand eigener Vermessungen und Luftaufnahmen der United States Navy aus den Jahren von 1959 bis 1965. Das Advisory Committee on Antarctic Names benannte ihn 1974 nach James Edward Gardiner (* 1929), der 1956 an Versorgungsfahrten von der Station Little America V zur Errichtung der Byrd-Station beteiligt war.